# Meppel AZ
Volleybalvereniging Meppel AZ is een volleybalvereniging uit Meppel met ongeveer 50 leden.

## Geschiedenis
De sportvereniging bestaat sinds 1961. Het eerste dames en herenteam zijn actief in de promotieklasse van de Nevobo. De recreanten heren en dames zijn actief in de  Meppeler Stadscompetitie. De thuisbasis is sporthal Koedijkslanden. Sinds 2022 heeft deze vereniging geen jeugdteams meer.